# Orinoco

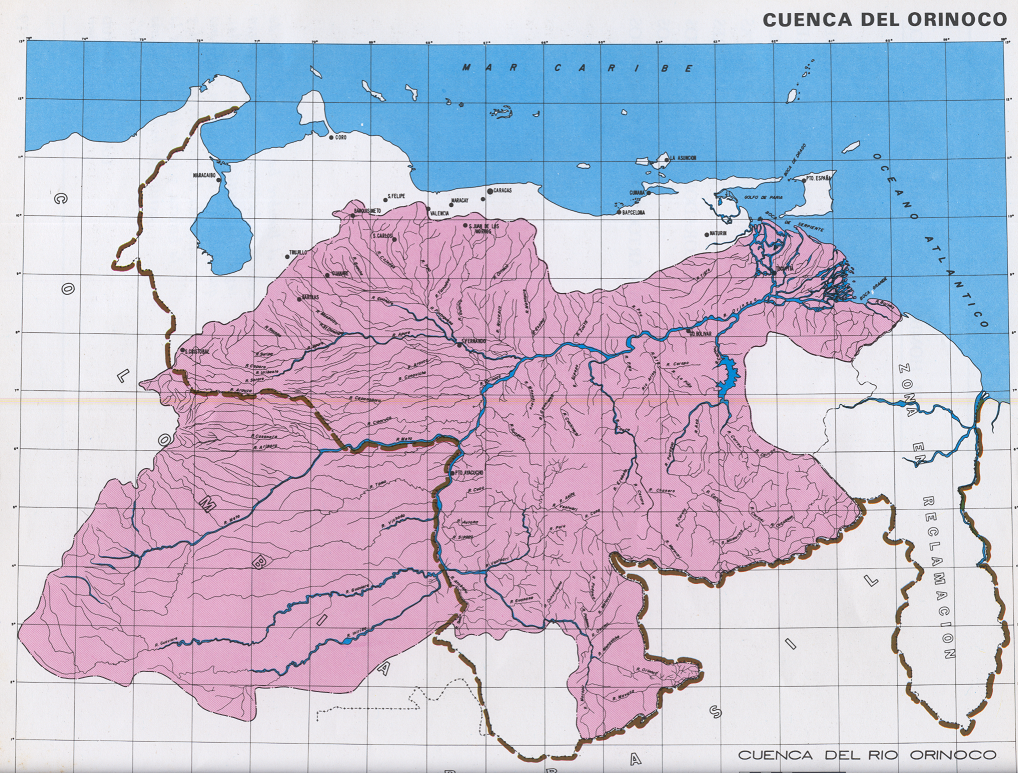
L'Orinoco

L'Orinoco è un fiume dell'America meridionale. La sua lunghezza è di 2.140 km e il suo bacino idrografico, chiamato anche Orinoquia, copre circa 880.000 km² (dei quali il 23,7% in Colombia e il resto in Venezuela). La sua portata media è elevata, di circa 30.000 m³/s e lo rende il secondo fiume più abbondante dell'America meridionale, dopo il Rio delle Amazzoni.

## Storia
Le foci dell'Orinoco nell'Oceano Atlantico sono state scoperte da Cristoforo Colombo nel suo terzo viaggio del 1498, mentre le sue sorgenti nel Cerro Delgado-Chalbaud, sulla catena montuosa di Parima (confine venezuelano-brasiliano), a 1.047 metri di altitudine, furono esplorate soltanto nel 1951, 453 anni dopo, da un team venezuelano e francese.
Il bacino orientale dell'Orinoco venne esplorato nel XVI secolo da missioni tedesche guidate da Ambrosius Ehinger e dai suoi successori. Alexander von Humboldt esplorò il bacino del fiume nel 1800, pubblicando molte informazioni sulla flora e fauna locali.

## Geografia
Il corso dell'Orinoco descrive un ampio arco ellissoidale attorno al Massiccio della Guayana. È suddiviso in quattro tratti di diversa lunghezza:
- Orinoco superiore, lungo 240 km, dalla sorgente fino alle rapide Raudales de Guaharibos scorre attraverso paesaggi di montagna in direzione nord-ovest.
- Orinoco mediano, lungo 750 km, diviso a sua volta in due settori. Il primo (lungo circa 480 km) va verso ovest fino alla confluenza con i fiumi Atabapo e Guaviare, mentre il secondo si estende per circa 270 km lungo il confine tra Colombia e Venezuela fiancheggiato dalle alture granitiche del Massiccio della Guayana che impediscono formazioni paludose, fino alle rapide Atures, vicino alla confluenza con il fiume Meta a Puerto Carreño.
- Basso Orinoco, lungo 959 km e con una sviluppata pianura alluvionale, scorre in direzione nord-est, dalle rapide Atures fino a Piacoa.
- Delta Amacuro, lungo 200 km, si getta nel golfo di Parìa e nell'oceano Atlantico, con un delta molto ampio che raggiunge i 370 km di larghezza.

## La biforcazione Orinoco-Casiquiare
In Venezuela, prima di raggiungere il confine con la Colombia, l'Orinoco superiore si divide in due corsi d'acqua: il braccio principale, che scorre verso destra e che continua ad essere chiamato Orinoco, e un secondo braccio, il Casiquiare, che si dirige a sinistra e conduce l'acqua in direzione del Rio delle Amazzoni.
Il Casiquiare sottrae all'Orinoco almeno il 12% della portata, percentuale che sale al 25% nei periodi di piena.
Dopo la biforcazione, le acque vanno quindi a gettarsi nel mare in due punti distanti tra di loro ben oltre mille chilometri. Per questo la conca dell'Orinoco prima della defluenza funge da zona spartiacque tra il bacino idrografico del Rio delle Amazzoni e quello dell'Orinoco inferiore.
Questa caratteristica (non esclusiva, ma unica al mondo per le notevoli dimensioni geografiche dei due bacini) destò lo scetticismo e lo stupore dei geografi dal Seicento all'Ottocento, tanto che venne definita una "mostruosità geografica".

## Il delta dell'Orinoco

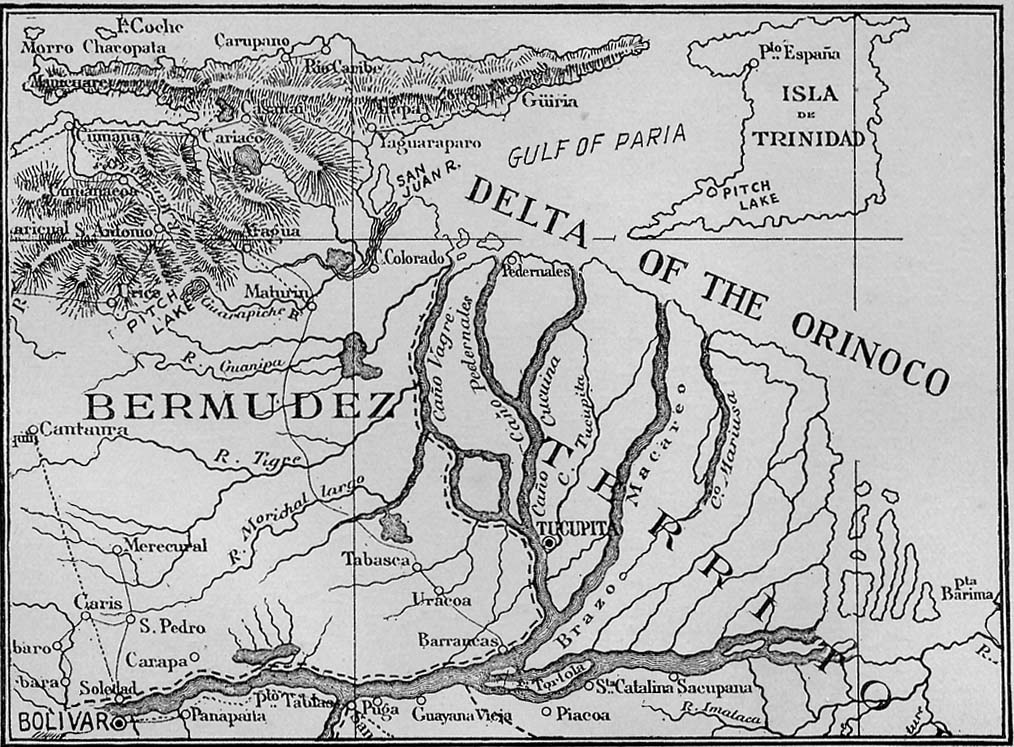
Mappa del delta dell'Orinoco 1897

L'impressionante numero di isolette e canali che offre il delta dell'Orinoco rappresenta uno spettacolo frutto del costante accumulo di materiali portati dal fiume attraverso la sua millenaria esistenza. Lo scenario colpì talmente i primi esploratori italiani che vi arrivarono che essi decisero di chiamare quella terra come un'altra Venezia, e da qui il nome Venezuela.
La formazione del delta risale all'era terziaria: migliaia di anni prima esso costituiva uno spazio geografico coperto dal mare, che col tempo si è ritirato a causa delle correnti marine e ha formato il delta. Il clima è tropicale e caratterizzato da una temperatura media di 26,7 °C (massima 32,3 °C e minima 23 °C). Le precipitazioni oscillano tra i 900 e 2500 mm annui.
A causa delle maree che si producono nell'oceano Atlantico, la portata del fiume si alza e si abbassa. L'azione di entrata dell'acqua marina nel delta del fiume, che spesso provoca alluvioni nelle zone attorno agli argini, si chiama flusso, mentre l'uscita della stessa è detta riflusso.

## Fauna

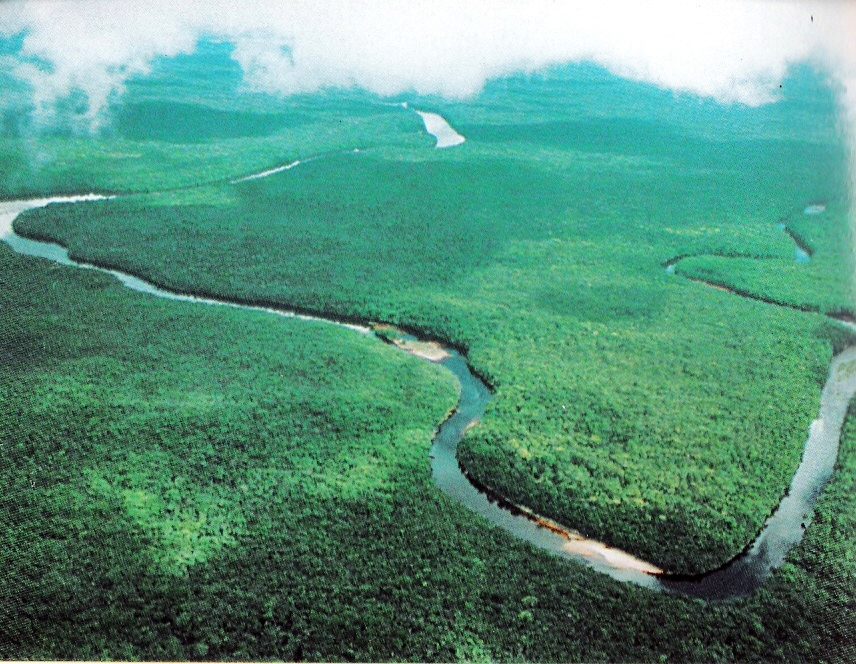
Panorama del fiume Orinoco.

- Il bonto, delfino caratteristico del Rio delle Amazzoni, popola anche l'Orinoco.
- Il coccodrillo dell'Orinoco (Crocodylus intermedius) è uno dei rettili più rari del mondo, con appena 250 esemplari rimanenti, lasciati allo stato brado nel bacino del fiume.
- L'Orinoco è popolato anche dai piranha caribici (Pygocentrus cariba). Sono i piranha più aggressivi del genere Pygocentrus.

Ci sono molti altri pesci come lo pseudoplatysoma tigrinum. 

## Attività economiche
Il fiume è navigabile per la maggior parte del suo corso. Esso è frequentemente utilizzato per il trasporto di merci e persone. Le maree costituivano un importante aiuto per la navigazione nei tempi in cui non esistevano le barche a motore. Allo scendere delle maree è inoltre facilitata la fiorente attività della pesca. Il fiume è inoltre deposito di sabbie catramose, che potrebbero in futuro essere fonte di petrolio.

## L'Orinoco nella cultura di massa
- Robinson Crusoe, personaggio romanzesco creato da Daniel Defoe, si arenò in un'isola vicino alle foci dell'Orinoco il 30 settembre 1659.
- Il romanzo Il superbo Orinoco di Jules Verne è ambientato sul fiume omonimo e nel suo bacino idrografico.
- La città di Ciudad Guayana organizza da quindici anni una gara di nuoto nei fiumi Orinoco e Caronì a cui prendono parte circa 900 persone. Il "Paso a Nado Internacional de los Ríos Orinoco-Caroní" si svolge ogni anno attorno al 19 di aprile.
- Il fiume Orinoco è menzionato da Paolo Villaggio nel film Sogni mostruosamente proibiti (Neri Parenti, 1982) come luogo in cui è ambientato un episodio del fumetto Dalia, di cui il personaggio interpretato da Villaggio è sceneggiatore.
- Orinoco Flow è il titolo di una canzone della musicista irlandese Enya, contenuta nell'album Watermark (1988), nella raccolta Paint the sky with stars (1997) e nell'album The Very Best of Enya (2009).
- La foce dell'Orinoco è menzionata nel singolo Oh, Vita! del cantautore Jovanotti.
- Il fiume Orinoco è menzionato nel brano "Rose Nere" di Guè Pequeno.

## Affluenti
Dalla sorgente alla foce:
- Ventuari (di destra)
- Guaviare (di sinistra)
- Vichada (di sinistra)
- Tomo (di sinistra)
- Meta (di sinistra)
- Capanaparo (di sinistra)
- Arauca (di sinistra)
- Apure (di sinistra)
- Caura (di destra)
- Caronì (di destra)
- Atabapo (di sinistra)
- Tuparro (di sinistra)